# Гарькавый, Алексей Дмитриевич
Алексей Дмитриевич Гарькавый (в документах при жизни упоминается как Горькавый; 2 февраля 1902, село Двуречная, Харьковская губерния, Российская империя — 29 октября или 1 ноября 1941, в районе платформы Теплобетонная, Ленинградская область, СССР) — советский офицер-пограничник, майор.

## Биография
Родился 2 февраля 1902 года в селе Двуречная Купянского уезда Харьковской губернии.
В пограничных войсках с 1924 года на советско-афганской границе. Принимал активное участие в боях с басмачами в Хорезме, Бухаре и Киргизии, за что был награждён орденом Красного Знамени.
С 1926 года член ВКП(б).
С 28 июня по 5 июля 1941 года в должности коменданта 1 участка 102-го (Элисенваарского) погранотряда НКВД упорно защищал советско-финскую границу, потом с боями выходил из окружения в районе Ристилахти вместе со своей заставой и семьей (жена Мария Александровна и 16-летний сын Николай Алексеевич воевали вместе с ним). За этот подвиг был награждён орденом Ленина.
В сентябре 1941 года ему было присвоено звание майора.
С сентября 1941 – командир 7-го полка 1-й стрелковой дивизии внутренних войск НКВД, который принимал участие в боях на Невском пятачке. Есть две версии даты гибели майора Гарькавого. Согласно первой (надпись на памятном знаке, установленном на месте гибели), он погиб 29 октября 1941 года. Однако из служебной записки полкового комиссара ГУПВ НКВД СССР Тупицына от 4 декабря 1941 года №19/43242 следует, что Гарькавый погиб 1 ноября. В «Книге памяти пограничников», изданной в 1995 году, упоминаются обе даты. В современных источниках указывается, что 29 октября Гарькавый был смертельно ранен.
Первоначально был захоронен возле места гибели у платформы Теплобетонная, однако 22 мая 1987 года был перезахоронен на территории пограничной заставы в городе Светогорске Выборгского района Ленинградской области, которая в 1959 году получила его имя (останки находятся в воинском захоронении №120).

## Память
- Памятник на месте гибели[9].

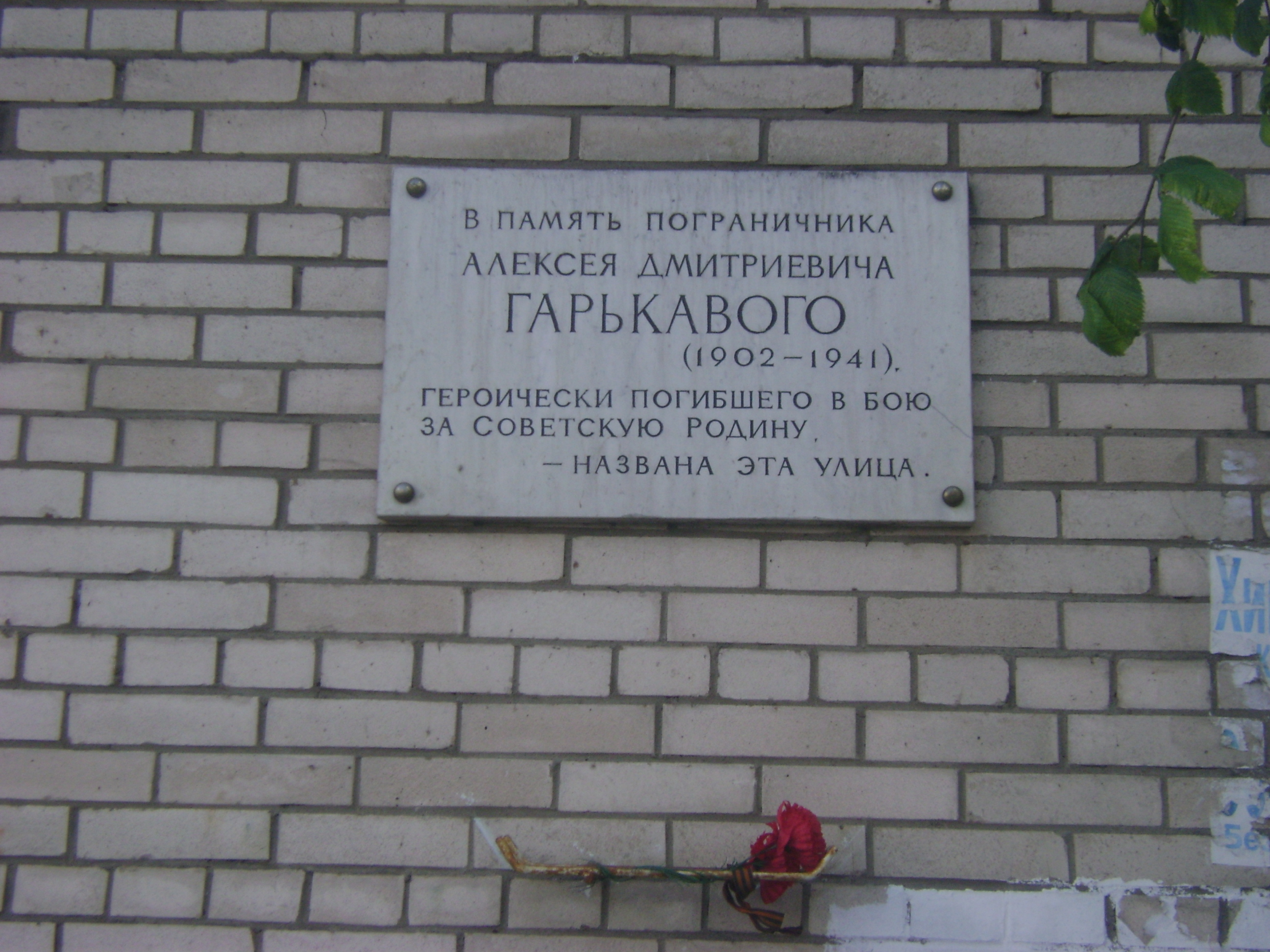
Мемориальная доска на ул. Пограничника Гарькавого в Санкт-Петербурге

- 19 ноября 1959 года постановлением Совета Министров СССР № 1270—559 имя майора А. Д. Гарькавого было присвоено одной из пограничных застав в городе Светогорске Выборгского района Ленинградской области.
- В декабре 1974 года в честь Гарькавого переименовали Бульварную улицу в Ленинграде. Также его имя носят улицы в Светогорске и Невской Дубровке Ленинградской области.
- 29 декабря 2010 года по инициативе пограничного управления ФСБ автобус Петербургской транспортной компании, курсирующий по маршруту № 850 «Санкт-Петербург — Выборг — Санкт-Петербург», получил имя майора А. Д. Гарькавого[10].
- Именем Гарькавого назван парк в городе Бийск Алтайского края.
- Именем Гарькавого была названа улица в городе Бельцы, Республика Молдова (в 90-х годах переименована в честь молдавского политика Николая Тестемицану)[11].

## Награды
- Орден Красного Знамени — за участие в боях с басмачами на советско-афганской границе.
- Орден Ленина (1941) — за участие в боях с финнами на советско-финской границе.